# Boxcutter
Boxcutter is de artiestennaam van de Noord-Ierse muzikant Barry Lynn (geboren 1980). Boxcutter maakt experimentele dubstep met een grote invloed van IDM.

## Discografie
Singles
- Brood/Sunshine (Hotflush Recordings, 2006)
- Tauhid (Planet Mu, 2006)
- Brood V.I.P/November (Abucs, 2006)

Albums
- Oneiric (Planet Mu, 2006)
- Glyphic (Planet Mu, 2007)
- Arecibo Message (Planet Mu, 2009)

Als Barry Lynn
- Balancing Lakes (Planet Mu, 2008)